# Hansa-Brandenburg W.11
Hansa-Brandenburg W.11 – niemiecki jednomiejscowy pływakowy wodnosamolot myśliwski w układzie dwupłatu z okresu I wojny światowej, zaprojektowany i zbudowany pod koniec 1916 roku w wytwórni Hansa-Brandenburg w Brandenburg an der Havel. Ze względu na niewielką tylko poprawę osiągów w stosunku do poprzednika, Hansa-Brandenburg KDW, W.11 pozostał na etapie prototypów.

## Historia i użycie
Podczas I wojny światowej w wytwórni Hansa-Brandenburg w Brandenburg an der Havel powstały cztery projekty jednomiejscowych wodnosamolotów. Zbudowany w końcu 1916 roku model W.11 był ulepszonym następcą wodnosamolotu myśliwskiego Hansa-Brandenburg KDW. Powiększono rozmiary płatowca, a do napędu zastosowano mocniejszy silnik Benz Bz.IVa o mocy 162 kW (220 KM); zachowano natomiast „gwiazdowy” układ usztywnień międzypłatowych poprzednika. Podobnie jak ostatnia seria produkcyjna KDW, W.11 uzbrojony był w dwa stałe, zsynchronizowane karabiny maszynowe LMG 08/15.
Zbudowano trzy prototypy samolotu Hansa-Brandenburg W.11, które otrzymały numery 988–990, nadane przez Kaiserliche Marine. Prototyp o numerze 988 posłużył do prób statycznych i został podczas nich zniszczony. Jak wynika z raportu z 15 maja 1917 roku, obydwa pozostałe prototypy W.11 trafiły do bazy lotniczej w Zeebrugge. Maszyna o numerze 989 w listopadzie 1918 roku znajdowała się w zakładzie naprawczym w Hage. W zachowanych dziennikach wojennych nie znaleziono dotychczas żadnych zapisów dotyczących lotów tych samolotów.
Ostatecznie nie podjęto produkcji seryjnej tego modelu, ze względu na niewielką poprawę osiągów w stosunku do KDW oraz skonstruowanie udanego dwumiejscowego myśliwca Hansa-Brandenburg W.12.

## Opis konstrukcji i dane techniczne
Hansa-Brandenburg W.11 był jednomiejscowym, jednosilnikowym wodnosamolotem pływakowym w układzie dwupłatu. Długość samolotu wynosiła 8,2 metra, a jego wysokość 3,32 metra. Rozpiętość skrzydeł wynosiła 10 metrów, zaś ich cięciwy 1,65 metra. Powierzchnia nośna wynosiła 31,42 m². Powierzchnia lotek wynosiła 2 m², sterów wysokości 1,2 m² i steru kierunku 0,64  m². Masa własna wynosiła 935 kg, zaś masa całkowita (startowa) 1233 kg. 
Napęd stanowił chłodzony cieczą 6-cylindrowy silnik rzędowy Benz Bz.IVa o mocy 162 kW (220 KM). Prędkość maksymalna samolotu wynosiła 176 km/h. Maszyna osiągała wysokość 1000 metrów w czasie 4 minut, 1500 metrów w 6,5 minuty, 2000 metrów w 9 minut, zaś na osiągnięcie 3000 metrów samolot potrzebował 16,5 minuty. Zasięg samolotu wynosił 350 km.
Myśliwiec uzbrojony był w dwa stałe zsynchronizowane karabiny maszynowe LMG 08/15 kalibru 7,92 mm.